# Himansu Rai

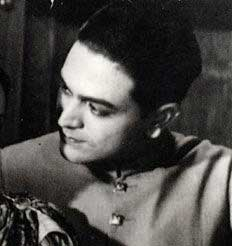
Himansu Rai

Himansu Rai (Bengalisch: হিমাংশু রাই, Himāṃśu Rāi, Himangshu Rai; * 1892; † 18. Mai 1940 in Bombay) war ein indischer Filmregisseur, Schauspieler und Produzent. Er gehört zu den Pionieren des indischen Films.

## Leben
Rai wurde in eine reiche bengalische Familie geboren, die selbst ein Theater besaß. Nachdem er einen rechtswissenschaftlichen Abschluss an der Universität in Kolkata erworben und bei Tagore in Shantiniketan studiert hatte, begann er in London als Anwalt zu praktizieren und nebenbei zu schauspielern.
Dabei traf Rai mit dem Deutschen Franz Osten zusammen, der für seine Münchner Produktionsgesellschaft Emelka exotische Sujets verfilmte. Aus der darauffolgenden Zusammenarbeit entsprangen drei Filme in deutsch-indischer Koproduktion, die heute zu den wenigen noch erhaltenen indischen Stummfilmen zählen. Der erste war Die Leuchte Asiens (Prem Sanyas) (1925), der die Lebensgeschichte Gautama Buddhas für ein westliches Publikum erzählt. Himansu Rai selbst spielt die Hauptrolle neben Seeta Devi. Der Film fand weltweite Verbreitung, was ihm letztlich bis heute das Überleben sicherte. Es folgten Das Grabmal einer großen Liebe (Shiraz) (1928), eine historische Romanze in der Mogulzeit, und Schicksalswürfel (Prapancha Pash) (1929). Der Film Schicksalswürfel war nicht nur kommerziell ein großer Erfolg, er förderte wegen seiner Opulenz auch außerordentlich den Stolz der indischen Filmindustrie.
1929 heiratete Himansu Rai Devika Rani, die er bereits aus seiner Zeit in London kannte und mit der er seit Prem Sanyas zusammenarbeitete. Mit ihr drehte den Film Karma (1933), produziert in Hindi und Englisch. Im folgenden Jahr kehrten beide nach Indien zurück und gründeten in Bombay die unabhängige Filmproduktionsgesellschaft Bombay Talkies mit eigenem Studio. Mit moderner Ausrüstung kamen Franz Osten und ein paar deutsche Techniker nach Bombay und die Firma begann ab 1935 Hindi-Filme von vergleichsweise hohem technischem Standard zu produzieren. Ihr führender Schauspieler wurde Ashok Kumar.
Mit Ausbruch des Zweiten Weltkrieges wurden Osten und die anderen Deutschen von den Briten interniert. Rai erlitt durch Überarbeitung und mentalen Stress einen Nervenzusammenbruch, von dem er sich nicht mehr erholte. Nach seinem Tod 1940 übernahm Devika Rani die Firma bis 1945. Bis zur Einstellung der Filmproduktion in den 1950er Jahren hatte Bombay Talkies Ltd. mit Ziddi (1948) und Mahal (1949) Erfolg.

## Filme
- 1925: Prem Sanyas (Die Leuchte Asiens/The Light of Asia)
- 1928: Das Grabmal einer großen Liebe (Shiraz)
- 1929: Prapancha Pash (Schicksalswürfel/A Throw of Dice)
- 1933: Karma
- 1936: Achut Kanya